# Tural Cəlilov
Tural Cəlilov (Xaçmaz, 28 novembre 1986) è un ex calciatore azero, di ruolo centrocampista.

## Carriera

### Club
Ha sempre giocato nella massima serie del campionato azero con varie squadre.

### Nazionale
Ha esordito in Nazionale azera nel 2008.